# A Bigger Bang
Albums de The Rolling Stones
Bridges to Babylon
(1997) Blue & Lonesome
(2016)
albums subséquents des Rolling Stones
Live Licks
(2004) Rarities 1971–2003
(2005)
Singles
1. Streets of Love / Rough Justice
Sortie : 22 août 2005
2. Rain Fall Down
Sortie : 5 décembre 2005
3. Biggest Mistake
Sortie : 21 août 2006

A Bigger Bang est le 22e album studio des Rolling Stones, sorti en 2005. C'est le premier album studio en huit ans et le dernier avant Blue & Lonesome 11 ans plus tard.

## Historique

### Contexte
En 2004, après la fin de la tournée Forty Licks fêtant les 40 ans des Rolling Stones, le batteur Charlie Watts annule la tournée avec son groupe de jazz prévue en juin, car il est atteint d'un cancer de la gorge et commence déjà les soins, bien avant l'annonce officielle deux mois plus tard, le 14 août. La presse s’interroge sur la continuité du groupe sans lui. En attendant, Keith Richards et Mick Jagger (anobli en 2003) se retrouvent au domaine de ce dernier, le château de Fourchette, pour écrire de nouvelles chansons. De plus, le groupe doit également se passer du guitariste Ronnie Wood parti en cure de désintoxication.
En attendant l'issue de la maladie du batteur, Mick Jagger et Keith Richards participent à la cérémonie du Rock and Roll Hall of Fame le 15 mars 2005 pour y faire entrer Jann S. Wenner (le directeur du magazine Rolling Stone) et le groupe ZZ Top. En septembre, l'épouse de Charlie Watts annonce que son mari est guéri.

### Enregistrement

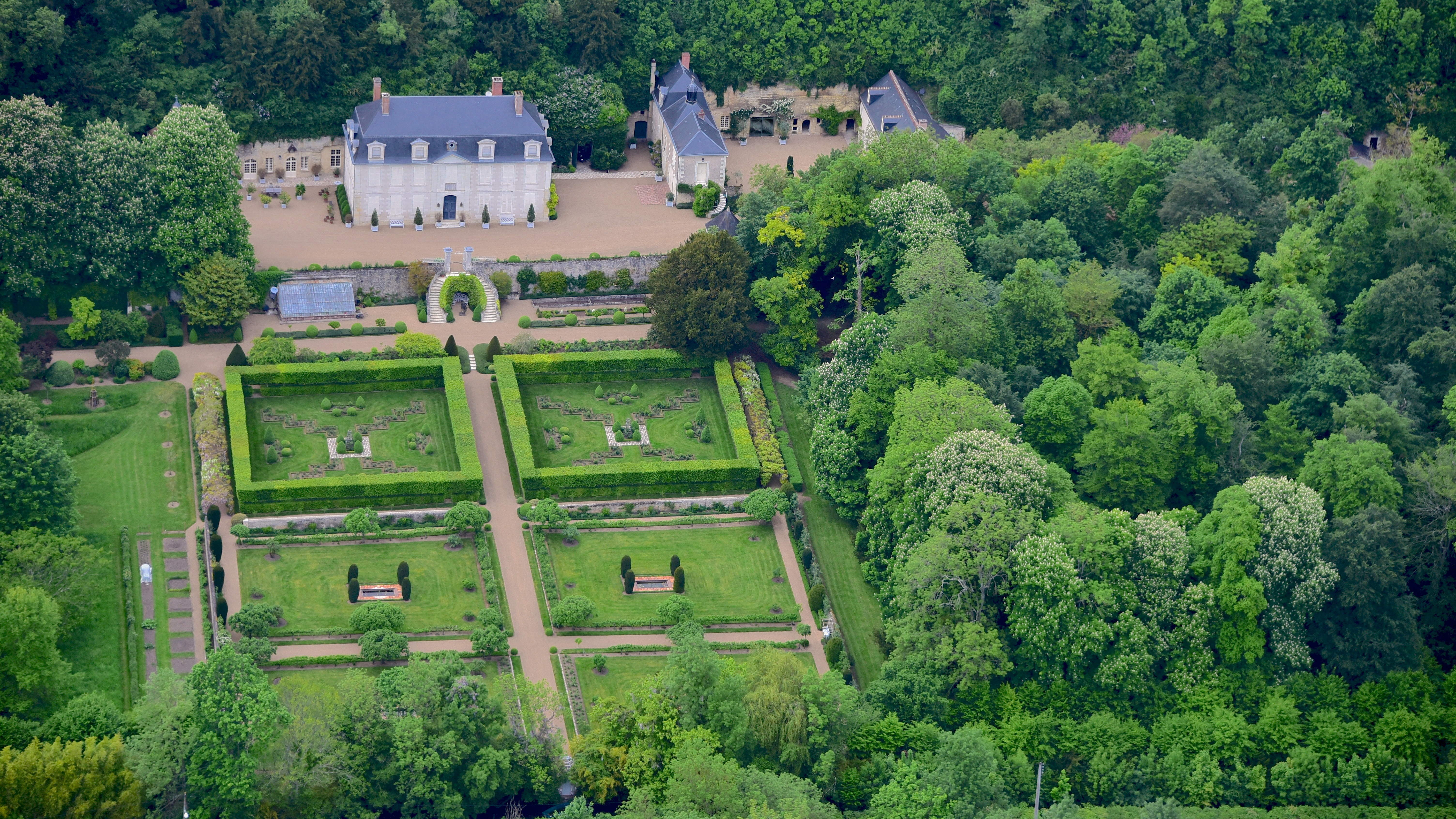
Les sessions d'enregistrements se sont déroulés chez Mick Jagger au château de Fourchette en Indre-et-Loire.

La naissance de l'album remonte à juin 2004 lorsque Keith Richards rejoint Mick Jagger chez lui dans son château d'Indre-et-Loire. Après avoir appris les soucis de santé de leur ami Charlie Watts, ils prennent la décision de continuer le groupe, pouvant se passer de lui pour le moment. Keith propose de composer et d'enregistrer de nouvelles chansons et de lui envoyer les bandes afin de le mettre au courant de l'avancement du nouveau projet musical. De plus, à l'instar de l'album Dirty Work, le duo (surnommé les Glimmer Twins) se retrouve seul à travailler l'album car, en plus de l'absence du batteur, le guitariste Ronnie Wood est en cure de désintoxication. En attendant le retour du batteur, la batterie est assurée par Mick durant les sessions de l'été 2004. Par la suite, les ébauches des parties de batterie serviront de guide rythmique pour le batteur en convalescence. 
Le 20 septembre 2004, Charlie rejoint ses compères au château, suivi par leur producteur Don Was quelque temps plus tard. Les séances de travail commencent véritablement en novembre, toujours sans Ronnie Wood et à l'écart de toute distraction pouvant les perturber. Les séances sont interrompues à partir de décembre.
Pour l'enregistrement, l'idée de Mick est de jouer ensemble à trois dans une petite pièce de son château, avec Don Was et l'ingénieur du son Krish Sharma (une vieille connaissance de ce dernier) à leurs côtés, sans séparation, comme le veut l'usage. Les technologies de l'époque rendent possible cette pratique, et la qualité du son reste tout à fait professionnelle. Cette simplicité alliée à cette intimité retrouvée va leur permettre d'obtenir un son et un jeu plus directs, bruts et immédiats, comme du temps d'Exile on Main Street, et d'albums en vogue, tels Elephant des White Stripes ou encore Thickfreakness des Black Keys, qui se veulent un retour aux sources (suivis par U2 et Oasis). Pourtant, Mick Jagger veut ensuite retourner dans un vrai studio. Mais ses camarades refusent, préférant travailler au château entre eux plutôt que dans un coûteux studio, alors que les sessions avancent bien. Finalement le chanteur cède,. 
Les séances reprennent au mois de mars 2005 toujours au château de Fourchette et durent jusqu'à fin avril, toujours sans Ronnie, mais accompagnés du bassiste Darryl Jones (qui partage la basse avec Jagger et Richards à l'occasion) et le claviériste Chuck Leavell. Enfin, du 6 au 28 juin, le groupe sans Charlie se rend à Los Angeles dans différents studios (Ocean Way Recording Studio, Henson Recording Studio, The Village Recorder et Mix This!) pour les overdubs et le mixage. Cette fois-ci, ils sont rejoints par leur compère Ronnie présent pour enregistrer la guitare sur neuf chansons, ainsi que par le claviériste Matt Clifford, le percussionniste Lenny Castro et le choriste Blondie Chaplin.

## Caractéristiques artistiques

### Analyse du contenu
Cet album comprend de multiples facettes. On y retrouve des chansons rock dans la veine de ce que le groupe enregistrait à la fin des années 1960 - début 1970 tels que Rough Justice, It Won't Take Long et She Saw Me Coming, ainsi que du blues brut (Back of my Hand), de la soul (Biggest Mistake) et des ballades (Streets of Love, This Place Is Empty). Mais l'album sonne également moderne (Dangerous Beauty, Laugh, I Nearly Died) et dansant (Rain Fall Down, Look What the Cat Dragged In).
Au niveau des textes, la volonté du duo Jagger/Richards est de s'en prendre à certaines personnes affichant une fausse bonne conscience, ainsi le titre Sweet Neo Con est un manifeste contre George W. Bush et le parti conservateur, ou encore le scandale de la prison d'Abou Ghraib dans Dangerous Beauty. Rain Fall Down décrit un Londres qui n'a plus rien à voir avec la ville des années 1960. Toutefois, les Stones sont fidèles à eux-mêmes pour parler des femmes dans de nombreuses chansons. Mais il faut souligner la vulnérabilité et la peur de la solitude dans les chansons Biggest Mistake et This Place Is Empty.
Alors qu'il chante sur 14 des 16 titres de l'album, Jagger cède sa place sur This Place Is Empty et Infamy, Keith Richards prenant le relais.

### Pochette et disque
Le photographe de mode Nick Knight, connu pour ses contributions dans la mode, est engagé par le groupe pour réaliser la pochette de l'album. L'image se veut un retour aux sources : pas de titre, ni de nom, mais une tonalité sombre, comme celles des premiers albums du groupe. Sur la photo, on voit les membres en cercle sur un fond noir, seulement éclairés en contrechamps par une lumière blanche qui illumine leur visage. L'ensemble évoque une supernova, d'où le jeu de mots tentant entre « A Bigger Bang » et « A Bigger Band ». Mais on peut y voir un message : la musique des Rolling Stones est indestructible, plus forte que les guerres et le terrorisme.

## Parution et réception
L'album sort le 5 septembre 2005 dans le monde, huit ans après Bridges to Babylon. Le succès est à l'échelle de l'évènement : l'album atteint la tête des classements dans certains pays (Canada, Pays-Bas, Danemark, Allemagne, Italie...), la seconde place dans d'autres (Royaume-Uni, Espagne), n°3 en France et aux États-Unis. Il se vendra à 2 millions d'exemplaires.
Côté critiques, elles sont bonnes dans l'ensemble. Si Alan Light dans Rolling Stone juge l'album inférieur aux deux albums de retour de Bob Dylan (Time Out of Mind en 1997 et Love And Theft en 2001), il est le premier à reconnaitre que Mick Jagger et Keith Richards "sont toujours bien là, des hommes d'un âge certain, grincheux, énervés et amers, avec la hargne et des accords de blues et ça leur va bien". Dans NME, Dan Martin écrit que « si l'album n'est pas un chef-d'œuvre [...] un monde avec les Stones est mieux qu'un monde sans eux ».
Les morceaux Under the Radar et Don't Wanna Go Home n'ont pas été publiés dans l'album faute de place. Ils sont toutefois publiés sur le DVD de l'édition spéciale de l'album.
La tournée mondiale qui suit a un succès phénoménal : en deux ans, elle permet au groupe d'amasser la fortune colossale de 558 255 524 $.

## Liste des chansons
Toutes les chansons sont écrites et composées par Mick Jagger et Keith Richards.
| No  | Titre                        | Basse            | Durée |
| --- | ---------------------------- | ---------------- | ----- |
| 1.  | Rough Justice                | Darryl Jones     | 3:13  |
| 2.  | Let Me Down Slow             | Jones            | 4:15  |
| 3.  | It Won't Take Long           | Jones            | 3:54  |
| 4.  | Rain Fall Down               | Jones            | 4:54  |
| 5.  | Streets of Love              | Jones            | 5:10  |
| 6.  | Back of My Hand              | Mick Jagger      | 3:33  |
| 7.  | She Saw Me Coming            | Jagger           | 3:12  |
| 8.  | Biggest Mistake              | Jones            | 4:06  |
| 9.  | This Place Is Empty          | Keith Richards   | 3:17  |
| 10. | Oh No, Not You Again         | Jones / Richards | 3:47  |
| 11. | Dangerous Beauty             | Jagger           | 3:48  |
| 12. | Laugh, I Nearly Died         | Jones            | 4:54  |
| 13. | Sweet Neo Con                | Jagger           | 4:34  |
| 14. | Look What The Cat Dragged In | Jagger / Jones   | 3:58  |
| 15. | Driving Too Fast             | Jones            | 3:57  |
| 16. | Infamy                       | Richards         | 3:48  |

## Personnel

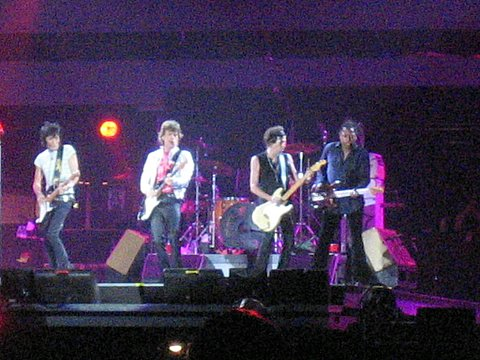
Les Stones à Toronto en 2005 lors du A Bigger Bang Tour

### The Rolling Stones
- Mick Jagger - chant, guitare (sur 1-5, 8, 10-16), guitare slide (sur 6, 9), basse (sur 6, 7, 11, 13, 14), harmonica (sur 6, 13), claviers (sur 4, 12, 13, 16), percussions (sur 6, 7, 12, 15, 16), vibraphone (sur 4), chœurs
- Keith Richards - guitares, basse (sur 9, 10, 16), piano (sur 9), claviers (sur 16), chant (sur 2, 3, 7-9, 16), chœurs
- Ronnie Wood - guitares (sur 3-5, 7, 12, 14, 15), guitare slide (sur 1, 2)
- Charlie Watts - batterie

### Musiciens additionnels
- Darryl Jones - basse (1-5, 8, 10, 12, 14, 15)
- Chuck Leavell - orgue (3, 5, 8), piano (1, 5, 15)
- Matt Clifford - claviers (4, 5), vibraphone (4, 5), orgue (5), piano (5), programmation (5), arrangements des cordes et production (5)
- Lenny Castro - percussions (14)
- Blondie Chaplin - chœurs sur (7, 16)

## Classements et certifications

### Album
Classements
| Pays et classement (2005)            | durée du classement | Meilleure position | Date              |
| ------------------------------------ | ------------------- | ------------------ | ----------------- |
| Allemagne (GfK Entertainment)        | 23 semaines         | 1er                | 19 septembre 2005 |
| Australie (ARIA Charts)              | 5 semaines          | 4e                 | 18 septembre 2005 |
| Autriche (Ö3 Austria Top 40)         | 11 semaines         | 1er                | 18 septembre 2005 |
| Belgique (V) (Ultratop)              | 15 semaines         | 3e                 | 17 septembre 2005 |
| Belgique (W) (Ultratop)              | 18 semaines         | 4e                 | 17 septembre 2005 |
| Canada (Canadian Albums)             | 2 semaines          | 1er                | 24 septembre 2005 |
| Danemark (Tracklisten)               | 14 semaines         | 1er                | 16 septembre 2005 |
| Espagne (Promusicae)                 | 13 semaines         | 2e                 | 11 septembre 2005 |
| États-Unis (Billboard 200)           | 19 semaines         | 3e                 | 24 septembre 2005 |
| Finlande (Suomen virallinen lista)   | 5 semaines          | 4e                 | 12 septembre 2005 |
| France (SNEP)                        | 51 semaines         | 3e                 | 10 septembre 2005 |
| Italie (FIMI)                        | 40 semaines         | 1er                | 8 septembre 2005  |
| Norvège (VG-lista)                   | 6 semaines          | 2e                 | 12 septembre 2005 |
| Nouvelle-Zélande (RMNZ Albums Top40) | 11 semaines         | 2e                 | 12 septembre 2005 |
| Pays-Bas (MegaCharts)                | 27 semaines         | 1er                | 10 septembre 2005 |
| Portugal (AFP)                       | 6 semaines          | 5e                 | 12 septembre 2005 |
| Royaume-Uni (UK Albums Chart)        | 5 semaines          | 2e                 | 17 septembre 2005 |
| Suède (Sverigetopplistan)            | 18 semaines         | 1er                | 15 septembre 2005 |
| Suisse (Schweizer Hitparade)         | 22 semaines         | 1er                | 18 septembre 2005 |

| Pays et classement (2005) | Meilleure position |
| ------------------------- | ------------------ |
| Europe (Billboard)        | 1                  |
| Grèce (IFPI)              | 1                  |
| Hongrie (MAHASZ)          | 10                 |
| Irlande (IRMA)            | 18                 |
| Pologne (ZPAV)            | 2                  |

Certifications
| Pays             | Certification | Ventes      | Date              |
| ---------------- | ------------- | ----------- | ----------------- |
| Allemagne        | Platine       | 200 000 +   | 2005              |
| Canada           | Platine       | 100 000 +   | 8 novembre 2005   |
| États-Unis       | Platine       | 1 000 000 + | 11 octobre 2005   |
| France           | Or            | 100 000 +   | 19 octobre 2005   |
| Nouvelle-Zélande | Or            | 7 500 +     | 24 avril 2006     |
| Pays-Bas         | Or            | 40 000 +    | 2005              |
| Royaume-Uni      | Or            | 100 000 +   | 16 septembre 2005 |
| Suisse           | Or            | 20 000 +    | 2005              |

### Singles
| Single               | Chart                  | Durée du classement | Position | Date             |
| -------------------- | ---------------------- | ------------------- | -------- | ---------------- |
| Rough Justice        | Mainstream Rock Tracks | 15 semaines         | 25e      | 3 septembre 2005 |
| Oh No, Not You Again | Mainstream Rock Tracks | 6 semaines          | 34e      | 24 décembre 2005 |

Streets of Love/Rough Justice
| Chart                   | Durée du classement | Position | Date               |
| ----------------------- | ------------------- | -------- | ------------------ |
| UK Singles Chart        | 4 semaines          | 15e      | 3 septembre 2005   |
| Single Top 100          | 9 semaines          | 15e      | 5 septembre 2005   |
| Ö3 Austria Top 40       | 9 semaines          | 26e      | 4 septembre 2005   |
| (V) Ultratop            | 2 semaines          | 41e      | 10 septembre 2005  |
| Canadian Songs          | 1 semaine           | 10e      | 10 septembre 2005  |
| Track Top-40            | 3 semaines          | 4e       | 2 septembre 2005   |
| Promusicae              | 23 semaines         | 1er      | 28 août 2005       |
| Suomen virallinen lista | 2 semaines          | 10e      | 29 août 2005       |
| FIMI                    | 12 semaines         | 17e      | 1er septembre 2005 |
| VG-lista                | 3 semaines          | 14e      | 5 septembre 2005   |
| Mega Top 50             | 8 semaines          | 5e       | 27 août 2005       |
| Sverigetopplistan       | 5 semaines          | 5e       | 1er septembre 2005 |
| Schweizer Hitparade     | 14 semaines         | 21e      | 11 septembre 2005  |

Rain Fall Down
| Chart               | Durée du classement | Position | Date             |
| ------------------- | ------------------- | -------- | ---------------- |
| UK Singles Chart    | 3 semaines          | 33e      | 17 décembre 2005 |
| Single Top 100      | 7 semaines          | 80e      | 16 décembre 2005 |
| FIMI                | 1 semaine           | 46e      | 26 janvier 2006  |
| Mega Top 50         | 9 semaines          | 31e      | 3 décembre 2005  |
| Sverigetopplistan   | 1 semaine           | 51e      | 15 décembre 2005 |
| Schweizer Hitparade | 8 semaines          | 77e      | 29 janvier 2006  |

Biggest Mistake
| Chart            | Durée du classement | Position | Date             |
| ---------------- | ------------------- | -------- | ---------------- |
| UK Singles Chart | 2 semaines          | 51e      | 2 septembre 2006 |
| Single Top 100   | 1 semaine           | 94e      | 28 juillet 2006  |
| FIMI             | 1 semaine           | 27e      | 13 juillet 2006  |
| Mega Top 50      | 3 semaines          | 77e      | 5 août 2023      |